# Provincia de Tacna
La provincia de Tacna es una de las cuatro que conforman el departamento de Tacna en el sur del Perú.
Limita por el norte con la provincia de Jorge Basadre, por el este con la provincia de Tarata, por el sur con la Región de Arica y Parinacota en Chile y por el oeste con el océano Pacífico.
Desde el punto de vista jerárquico de la Iglesia católica, forma parte de la diócesis de Tacna y Moquegua, la cual, a su vez, pertenece a la arquidiócesis de Arequipa.

## División política
Esta provincia se divide en once distritos:
- Tacna
- Alto de la Alianza
- Palca
- Calana
- Ciudad Nueva
- Coronel Gregorio Albarracín Lanchipa
- Inclán
- La Yarada-Los Palos
- Pachía
- Pocollay
- Sama

## Autoridades

### Regionales
- Consejeros regionales
  - 2019-2022[3]

  1. Alberto Avelino García Levano (Acción por la Unidad Tacna)
  2. Dany Luz Salas Ríos (Movimiento Independiente Regional Fuerza Tacna)
  3. Jesús Chambi Flores (Frente Esperanza por Tacna)
  4. Luz Delia Huancapaza Cora (Banderas Tacneñistas)

### Municipales
- 2015-2018[4]
  - Alcalde: Luis Ramón Torres Robledo/Jorge Luis Infantas Franco, del Movimiento Independiente Regional Fuerza Tacna.
  - Regidores:

  1. Jorge Luis Infantas Franco (Movimiento Independiente Regional Fuerza Tacna)
  2. Julia Teresa Benavides Llancay (Movimiento Independiente Regional Fuerza Tacna)
  3. Lizandro Enrique Cutipa Lope (Movimiento Independiente Regional Fuerza Tacna)
  4. José Antonio Durand Sahua (Movimiento Independiente Regional Fuerza Tacna)
  5. Santiago Hugo Ernesto Villafuerte García (Movimiento Independiente Regional Fuerza Tacna)
  6. Pascual Julio Chucuya Layme (Movimiento Independiente Regional Fuerza Tacna)
  7. Pedro Valerio Maquera Cruz (Movimiento Independiente Regional Fuerza Tacna)
  8. Cinthya Nadia Terreros Mogollon (Movimiento Independiente Regional Fuerza Tacna)
  9. Alfonso Ramírez Alanoca (Democracia Directa)
  10. Patricia Julia Quispe Flores (Democracia Directa)
  11. Víctor Constantino Liendo Calizaya (Partido Popular Cristiano)
  12. Virgilio Simón Vildoso González (Unión por el Perú)
  13. Luis Michael Chavarria Yana (Movimiento Popular Aymara Quechua Amazonense)

## Festividades
- 28 de agosto: Reincorporación de Tacna al Perú